# Sozialchauvinismus
Mit dem Begriff Sozialchauvinismus wurde ursprünglich von Seiten der Bolschewiki im Russland des Ersten Weltkriegs, dann von der Kommunistischen Internationale (KI) eine nationalistisch-kriegsbefürwortende Einstellung der Sozialdemokratie bezeichnet. Es handelt sich um eine Erweiterung des Begriffs Chauvinismus.

## Begriffsgeschichte
Lenin benutzte den Begriff Sozialchauvinismus bereits 1915 und in seinen Aprilthesen von 1917. Der Begriff setzt sich zusammen aus Sozialismus/Sozialdemokratie und Chauvinismus.

„Die armen russischen Sozialchauvinisten, Sozialisten in Worten, Chauvinisten in der Tat, wissen nicht mehr ein noch aus.“

In der Schrift Die Lage in der Sozialistischen Internationale führte er aus, dass unter „Sozialchauvinisten“ Verteidiger des „Vaterlandes“ „im imperialistischen Krieg“ zu verstehen seien. Dies sei die „Mehrheit der offiziellen Führer der offiziellen Sozialdemokratie in allen Ländern“. Die Sozialchauvinisten seien „Klassengegner“, die „Bourgeois innerhalb der Arbeiterbewegung“, die die mit besseren Löhnen, Ehrenämtern usw. repräsentierten „Schichten, Zwischenschichten und Gruppen der Arbeiterschaft“ repräsentierten und der Bourgeoisie behilflich seien, „kleine und schwache Völker auszuplündern und zu unterdrücken“.
Lenin benutzte diesen Begriff auch in seiner Schrift Sozialismus und Krieg, um damit u. a. den „Klassenverrat“ Karl Kautskys zu kritisieren. Dabei bezog Lenin den Begriff Sozialchauvinismus auf den Ersten Weltkrieg. Im Kapitel Was ist Sozialchauvinismus? schrieb er unter anderem:

„Sozialchauvinismus ist das Eintreten für die Idee der Vaterlandsverteidigung in diesem Kriege. Aus dieser Idee ergibt sich weiter der Verzicht auf den Klassenkampf während des Krieges, die Bewilligung der Kriegskredite usw. In Wirklichkeit treiben die Sozialchauvinisten eine antiproletarische, eine bürgerliche Politik, denn was sie verfechten, ist in Wirklichkeit nicht die 'Verteidigung des Vaterlandes' im Sinne des Kampfes gegen eine Fremdherrschaft, sondern das 'Recht' dieser oder jener 'Groß'mächte, Kolonien auszuplündern und fremde Völker zu unterdrücken. [...] Zu den Sozialchauvinisten gehören sowohl diejenigen, die die Regierungen und die Bourgeoisie einer der kriegführenden Mächtegruppen rechtfertigen und ihre Politik beschönigen, als auch diejenigen, die wie Kautsky den Sozialisten aller kriegführenden Mächte gleichermaßen das Recht auf 'Vaterlandsverteidigung' zusprechen. Da der Sozialchauvinismus in Wirklichkeit die Privilegien, Machtpositionen, Raubzüge und Gewalttaten der 'eigenen' (oder überhaupt einer jeden) imperialistischen Bourgeoisie verteidigt, ist er gleichbedeutend mit völligem Verrat an allen sozialistischen Grundsätzen und an dem Beschluß des Internationalen Sozialistenkongresses von Basel.“

An anderer Stelle bezeichnete Lenin Sozialchauvinismus als „vollendeten“, „offenen und ordinären“ „Opportunismus“.  In der Zeit nach dem Ersten Weltkrieg trat kommunistischerseits mit dem Aufkommen des Faschismus bei der Auseinandersetzung mit der Sozialdemokratie deren Einordnung als „sozialfaschistisch“.